# J. J. Mann
John Stuart „J. J.“ Mann (* 12. Juni 1991 in Smyrna, Georgia) ist ein US-amerikanischer Basketballspieler. Der Flügelspieler steht bei den Gladiators Trier unter Vertrag.

## Schulzeit
Mann spielte als Schüler eine Saison Basketball für die Hargrave Military Academy (Chatham, Virginia) und zwei Jahre an der Marist School (Brookhaven, Georgia). In seinem Abschlussjahr an der High School machte der Flügelspieler mit durchschnittlich 18,9 Punkten, 9,4 Rebounds und 3,2 Steals pro Spiel auf sich aufmerksam. Folgerichtig wurde der US-Amerikaner für das McDonald’s All-America Game nominiert.

## NCAA
Im Jahr 2010 entschied sich Mann, für die Belmont University in Tennessee zu spielen. Die „Bruins“ gingen in der NCAA Division I auf Korbjagd und gehörten zu den besseren Hochschulen in der Atlantic Sun Conference. Gleich in seinen ersten beiden Jahren zog Mann mit seiner Mannschaft in das NCAA-Endrundenturnier ein. Beide Male scheiterte Belmont in der „Runde der besten 64 Teams“ (2011 mit 58:72 gegen die Wisconsin Badgers, 2012 war mit 59:74 gegen die Georgetown Hoyas Endstation). Schnell wurde der treffsichere Swingman zu einer Säule der „Bruins“. War er in den ersten beiden Spielzeiten mit jeweils 6,0 bzw. 7,8 Zählern pro Begegnung ein Rotationsspieler seiner Farben, wurde er spätestens in seinem Abschlussjahr 2013/14 zum Leistungsträger seiner Universitätsmannschaft. Seine Zeit in der NCAA beendete Mann in seiner „Senior-Saison“ mit Mittelwerten von 18,6 Punkten und 2,2 Steals pro Partie. Mit insgesamt 1.509 erzielten Punkten belegt Mann den zehnten Rang in der Geschichte der besten Punktesammler seiner Hochschule.
2013 machte sich Mann mit einem wichtigen Dreipunktewurf in den USA einen Namen, als er 13,1 Sekunden vor Ende der Partie gegen die favorisierten North Carolina Tar Heels einen Dreier im Dean Smith Center traf, der den „Bruins“ schlussendlich zu einem überraschenden 83:80-Sieg verhalf. Mit insgesamt 28 Zählern war er beste Korbschütze seiner Farben.
Im Juni 2024 gaben die Entscheidungsträger der Belmont University Manns Aufnahme in die Ruhmeshalle des Belmont-Hochschulsports bekannt.

## Professionelle Basketballkarriere
Nach der Saison 2013/14 entschied sich J. J. Mann für eine professionelle Basketballkarriere und schloss sich den Oberwart Gunners in der österreichischen Basketball-Bundesliga an. Der US-Amerikaner spielte ein gutes erstes Jahr in Europa und war mit 13,4 Punkten pro Spiel der zweitbeste Korbschütze des Klubs. In den Playoffs schieden die Burgenländer im Viertelfinale mit 0:3 („Best-of-Five“-Serie) gegen die UBC Güssing Knights aus.
Mit seinen guten Leistungen machte Mann auch in Deutschland von sich reden und so wechselte der damals 25-Jährige 2015 zu Phoenix Hagen. Die Westfalen setzten in der Basketball-Bundesliga-Saison 2015/16 auf temporeichen Offensivbasketball, Trainer Ingo Freyer und seine Schützlinge konnten sich schnell im Mittelfeld der Tabelle festsetzen und landeten mit 14 Siegen und 20 Niederlagen auf dem 13. Tabellenplatz (Hagen wurden zuvor sechs Punkte nach einem Verstoß gegen die Mitteilungspflichten abgezogen). Mann etablierte sich schnell in Hagen und erhielt viel Spielzeit. Bereits am zweiten Spieltag markierte er starke 30 Punkte bei der 86:111-Niederlage gegen die Telekom Baskets Bonn. Schlussendlich gelang es Mann, zum vierten Mal in Serie, eine weitere Saison mit einem durchschnittlich zweistelligen Punktewert abzuschließen (11,3).
Doch auch das Engagement bei Phoenix Hagen endete für J. J. bereits nach einer Saison. 2016/17 heuerte Mann beim belgischen Spitzenklub Belfius Mons-Hainaut an, mit dem er auch erstmals im europäischen Wettbewerb FIBA Europe Cup auf Korbjagd ging. Auch in Belgien war der Allrounder erfolgreich, markierte 11,3 Zähler pro Begegnung und landete mit Mons-Hainaut in der Saisonhauptrunde auf dem siebten Tabellenplatz. In den Playoffs scheiterte man in der Runde der besten Acht an den Antwerp Giants (0:2 / „Best-of-Three“).
In den folgenden Jahren spielte Mann für verschiedene Basketballvereine: Über das Team FOG Næstved (Dänemark) und Z-Mobile Prishtina (Kosova – für das er zweimal in der Basketball Champions League auflief) in der Saison 2017/18, Imortal Albufeira (Portugal, 2018/19) und Okapi Aalstar (Belgien, 2019/20, 8,1 Punkte pro Begegnung) wechselte er abermals nach Deutschland. Der US-Amerikaner unterschrieb im Juli 2020 bei den Bayer Giants Leverkusen in der ProA einen Ein-Jahres-Vertrag. Bayer-Cheftrainer Hansi Gnad machte Mann zum Co-Kapitän neben Center Dennis Heinzmann. In Leverkusen sollte der Amerikaner eine Führungsrolle einnehmen (Gnad: „In unserem jungen, ambitionierten Team soll Mann ein wichtiger Führungsspieler werden und die Jungs unterstützen.“). In der Hauptrunde der Spielzeit 2020/21 bestritt Mann alle 28 Spiele und kam auf einen Mittelwert von 15,1 Punkten je Spiel. Die Rheinländer schlossen die Saison auf dem fünften Tabellenplatz ab und erreichten so die ProA-Playoffs. In insgesamt acht Playoffpartien markierte Mann im Schnitt 15,4 Zähler und griff 4,5 Rebounds pro Begegnung ab. Mit den Leverkusenern zog er überraschend ins Finale ein. Dort unterlag der deutsche Rekordmeister den MLP Academics Heidelberg (66:96 und 93:93). Vom Portal Eurobasket.com wurde er zum „besten Flügelspieler der Saison 2020/21 in der ProA“ gekürt.
Im April 2021 verlängerte der US-Amerikaner seinen Vertrag am Rhein um eine weitere Saison. Auch in der Spielzeit 2021/22 lief Mann als Co-Kapitän der Rheinländer auf. War er im Vorjahr noch größtenteils auf der Position des Power Forward unterwegs, so setzte Trainer Gnad ihn meist als Small Forward ein. So benötigte Mann einige Zeit, um sich in der Saison zurechtzufinden. Dann wurde er wieder zu einem Leistungsträger der Farbenstädter. Beim 86:79-Heimerfolg über die Tigers Tübingen kugelte er sich die Schulter aus und fiel mehr als drei Wochen aus. Nach der Hauptrunde belegte er mit Leverkusen mit einer Bilanz von 23 Siegen und neun Niederlagen den fünften Tabellenplatz. J. J. Mann erzielte in insgesamt 30 Saisonspielen durchschnittlich 12 Punkte und 3,8 Rebounds pro Partie. In den Playoffs 2022 traf man auf die Gladiators Trier, welche man mit 3:1 in der „Best-of-Five“-Serie bezwang. Im dritten Spiel dieses Viertelfinals verletzte sich Mann wieder an der Schulter und konnte im weiteren Verlauf der Aufstiegsrunde nicht mehr eingesetzt werden. Leverkusen scheiterte im Halbfinale an Tübingen deutlich mit 0:3.
Nach der Saison konnten sich die Leverkusener und Mann „aufgrund finanzieller wie persönlicher Gründe“ nicht auf eine Verlängerung des Vertrages einigen. Mitte Juli 2022 gab Manns früherer Verein Phoenix Hagen seine Verpflichtung bekannt. Schnell wurde er in Westfalen zum Leistungsträger und übernahm Verantwortung. Hatte Mann in Leverkusen immer wieder mit Verletzungen zu kämpfen, blieb er die Saison 2022/23 über gesund. Für die Westdeutschen lief er in allen 34 Hauptrundensaisonspielen auf, markierte durchschnittlich 15,6 Punkte und 3,9 Rebounds pro Begegnung. Seinen persönlichen Saisonhöhepunkt lieferte Mann am letzten Spieltag gegen die Paderborn Baskets ab: Nicht nur, dass sich die Mannschaft von Cheftrainer Chris Harris mit dem 102:98-Sieg über die Ostwestfalen für die Playoffs qualifizierte, J.J. Mann lieferte mit insgesamt 40 Zählern bei einer Trefferquote von 61,9 Prozent eine bemerkenswerte Leistung gegen Paderborn ab. Im Viertelfinale der Aufstiegsrunde traf Hagen als Tabellenachter auf den Ligaprimus SC Rasta Vechta. Gegen die Niedersachsen unterlag man in der Serie mit 0:3. Mann erzielte im Schnitt 18 Punkte und kam auf 4 Assists pro Playoffpartie.
Im Juli 2023 stellte der mexikanische Erstligist Soles de Mexicali Mann als Neuzugang vor. Für den viermaligen mexikanischen Titelträger kam der Flügelspieler insgesamt in acht Spielen zum Einsatz. Durchschnittlich erzielte er 4,6 Punkte, 3,9 Rebounds und 2,8 Assists pro Spiel. Am 12. September wurde er entlassen. Für ihn verpflichtete man den US-Amerikaner Donte Jaquan Clark.
Im September 2023 gab der deutsche Zweitligist Gladiators Trier Manns Verpflichtung bekannt. Mit den Rheinland-Pfälzern belegte er nach Abschluss der Hauptrunde den ersten Tabellenplatz. In der Hauptrunde erzielte er durchschnittlich 11,4 Punkte und 4,5 Rebounds pro Spiel. In fünf von insgesamt 34 Saisonspielen erzielte Mann 20 oder mehr Zähler. In den Playoffs zog man ohne große Probleme gegen die WWU Baskets Münster mit 3:0 ins Halbfinale ein. Dort scheiterte man im entscheidenden fünften Spiel an den Skyliners Frankfurt. In der Endrunde schrumpfte die Punktausbeute des US-Amerikaners (9,9 Punkte pro Spiel), allerdings gehörte er mit 5,8 eingesammelten Abprallern zu den besten Reboundern seiner Mannschaft.
Ende Juni 2024 verlängerte Mann seinen auslaufenden Vertrag in Trier um ein weiteres Jahr. Er startete gut in die Saison und erzielte am zweiten Spieltag gegen die Zweitvertretung des SC Rasta Vechta 30 Punkte. Ab Anfang Oktober 2024 fiel Mann aufgrund eines Kreuzbandrisses für unbestimmte Zeit aus. Noch im Februar 2025 war ein Einsatz in der Saison 2024/25 für die Moselstädter ungewiss.

## Statistiken
| Saison              | Spiele | Punkte | Rebounds | Assists | Steals | Spielminuten |
| ------------------- | ------ | ------ | -------- | ------- | ------ | ------------ |
| 2010/11 (Freshman)  | 35     | 5,97   | 2,31     | 0,94    | 0,89   | 15,00        |
| 2011/12 (Sophomore) | 35     | 8,34   | 3,63     | 1,77    | 1,06   | 22,00        |
| 2012/13 (Junior)    | 33     | 10,55  | 4,67     | 2,55    | 1,91   | 30,00        |
| 2013/14 (Senior)    | 36     | 18,33  | 4,78     | 2,56    | 2,14   | 35,00        |

| Mannschaft und Saison                  | Spiele | Punkte | Rebounds | Assists | Steals | Spielminuten |
| -------------------------------------- | ------ | ------ | -------- | ------- | ------ | ------------ |
| Phoenix Hagen 2015/16 (BBL)            | 30     | 11,30  | 3,53     | 1,07    | 0,80   | 22:00        |
| Bayer Giants Leverkusen 2020/21 (ProA) | 36     | 15,20  | 4,10     | 1,90    | 2,20   | 27:07        |
| Bayer Giants Leverkusen 2021/22 (ProA) | 32     | 13,00  | 3,80     | 1,90    | 1,70   | 24:53        |
| Phoenix Hagen 2022/23 (ProA)           | 37     | 15,80  | 3,90     | 2,80    | 1,50   | 30:42        |
| Gladiators Trier 2023/24 (ProA)        | 42     | 11,10  | 4,70     | 2,20    | 1,40   | 28:06        |
| Gladiators Trier 2024/25 (ProA)        | 2      | 20,50  | 5,50     | 1,50    | 1,10   | 22:12        |